# Ernst Koch (Sänger)
Ernst Koch (* 8. Juli 1819 in Pferdingsleben bei Gotha; † 18. Januar 1894 in Stuttgart) war ein deutscher Kammersänger in der Stimmlage Tenor, Gesangsschul-Gründer und Musikpädagoge.

## Leben
Ernst Koch studierte in Dresden am damaligen Dresdener Konservatorium und debütierte als Tenor im Jahr 1840. Anschließend erhielt er ein Engagement in Sondershausen, bevor er von Heinrich Dorn als Solotenorist der Kölner Gürzenichkonzerte verpflichtet wurde.
Laut den Tagebüchern des Komponisten Robert Schumann trat Ernst Koch in verschiedenen Konzerten Schumanns als Sänger auf.
Ab 1850 unterrichtete Koch Lehrer am Konservatorium Köln, bevor er 1854 eine eigene Gesangsschule gründete.
Koch heiratete Mathilde Haberland (1828–1912), die Tochter eines Juristen. Dem Ehepaar wurde am 9. November 1860 in Köln ein Sohn geboren, der spätere Verleger Alexander Koch.
Nach der Reichsgründung lebte Koch ab 1872 zunächst in Hannover, ab 1874 dann in Stuttgart, wo er rund zwei Jahrzehnte später starb.

## Schüler
- bis August 1868 in Köln: „Frl. Freundt“[4]